# Пиљужићи (Доњи Вакуф)
Пиљужићи су насељено мјесто у Босни и Херцеговини у општини Доњи Вакуф које административно припада Федерацији Босне и Херцеговине. Према попису становништва из 1991. у насељу је живјело 307 становника.

## Становништво
По последњем службеном попису становништва из 1991. године, у насељу Пиљужићи живела су 218 становника. Становници су претежно били Муслимани.
| Националност       | 1991.        | 1981. | 1971. |
| Муслимани          | 211 (96,79%) |       |       |
| Срби               | 6 (2,75%)    |       |       |
| остали и непознато | 1 (0,46%)    |       |       |
| Укупно             | 218          |       |       |